# Wacław Krzeptowski
Wacław Jan Krzeptowski (ur. 24 czerwca 1897 w Kościelisku, zm. 20 stycznia 1945 w Zakopanem) – polski polityk, przedwojenny lider Stronnictwa Ludowego w Nowym Targu. Przed II wojną światową wiceprzewodniczący Związku Górali. Kolaborant z III Rzeszą, jeden z przywódców Goralenvolku podczas II wojny światowej, stracony za zdradę ojczyzny. 

## Życiorys

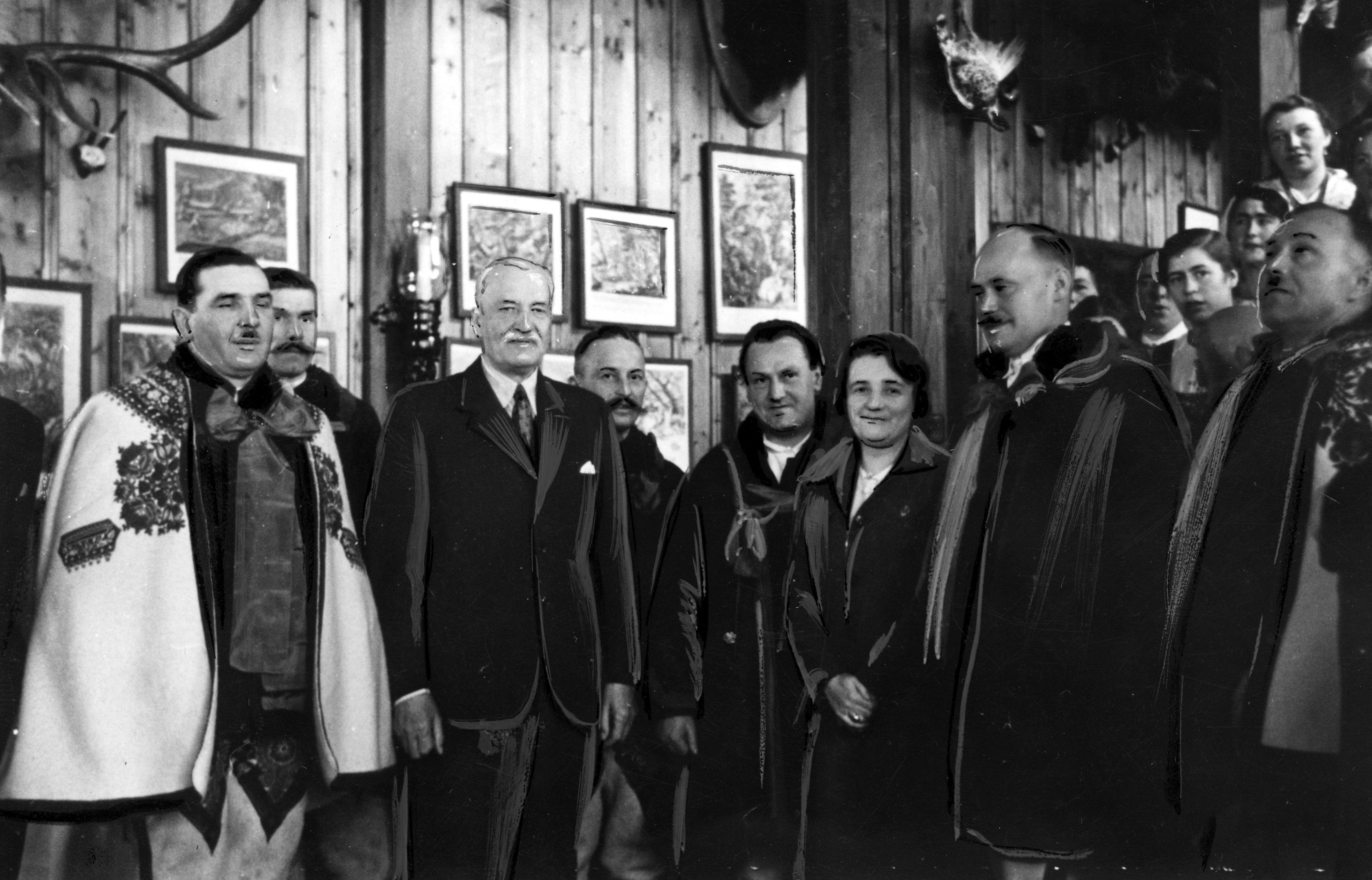
Krzeptowski w Jaworzynie Spiskiej jako przedstawiciel delegacji Górali przybyłych do prezydenta RP Ignacego Mościckiego z życzeniami noworocznymi 1939

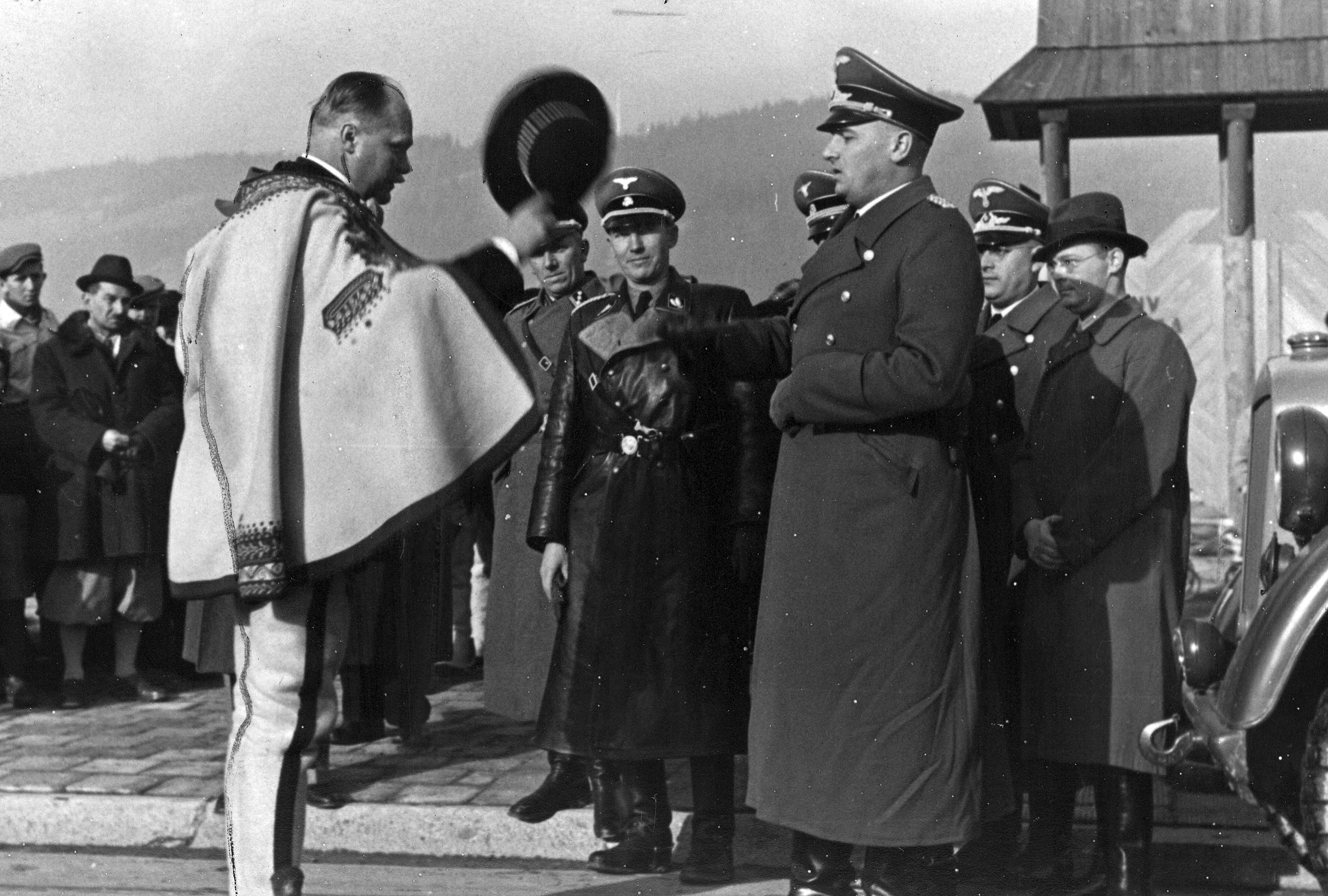
Wacław Krzeptowski wita gubernatora Hansa Franka po przybyciu do Zakopanego (12 listopada 1939).

7 listopada 1939 jako jeden z przedstawicieli polskich górali uczestniczył w uroczystości objęcia przez Hansa Franka stanowiska gubernatora Generalnego Gubernatorstwa.
Od 1940 był przewodniczącym zależnego od Niemców Goralenverein (Związku Górali). Po aresztowaniu Tadeusza Paudyna przejął jego sklep tytoniowy, który od tego momentu prowadził wraz z Józefem Cukierem. W 1942 stanął na czele Goralisches Komitee – Komitetu Góralskiego – namiastki autonomicznego samorządu góralskiego, który odpowiadał m.in. za politykę socjalną, edukację i zaopatrzenie. U gubernatora Franka zabiegał o stworzenie samodzielnego państwa góralskiego. Pod koniec wojny ukrywał się w Tatrach w jednym z szałasów na Polanie na Stołach, potem zszedł w dolinę i przebywał w domu brata Juliana na Nędzówce w Kościelisku. Tam został pojmany przez oddział Armii Krajowej Kurniawa i powieszony za zdradę. 
Został pochowany na cmentarzu parafialnym w Kościelisku. Na Nowym Cmentarzu w Zakopanem istnieje grób rodziny Krzeptowskich (nr kwatery – nr pasa grobów – kolejność w danym pasie: V-16-6), na którym istnieje nazwisko Wacława Krzeptowskiego, jednak inskrypcja ta ma charakter symboliczny.